# Trần Tiến (diễn viên)
Trần Tiến (30 tháng 11 năm 1937 – 22 tháng 1 năm 2023) là nghệ sĩ kịch nói nổi tiếng Việt Nam, được biết đến qua vai Đế Thích trong Hồn Trương Ba da hàng thịt và Đại Cát trong vở Quẫn. Ông được phong tặng danh hiệu Nghệ sĩ Nhân dân vào năm 1993.

## Tiểu sử
Trần Tiến sinh ngày 30 tháng 11 năm 1937 tại Hà Nội, trong gia đình có ba anh em, từng theo học tại trường Trung học cơ sở Trưng Vương và trường Bưởi.

## Sự nghiệp
Trần Tiến bắt đầu hoạt động nghệ thuật từ 1954, khởi đầu với Chèo với một số vai diễn hề gậy, hề chèo ấn tượng. Thế Lữ và Đào Mộng Long đã phát hiện năng khiếu của Trần Tiến nên đã khuyến khích ông đến với kịch nói và sau này là điện ảnh. Năm 1961, ông học khóa diễn viên Trường Nghệ thuật Sân khấu cùng Thế Anh, Ngọc Hiền, Cao Khương, Đoàn Dũng, Trọng Khôi, Thanh Tú, Mỹ Dung,...
Đến năm 1993, ông được nhà nước Việt Nam phong tặng danh hiệu Nghệ sĩ nhân dân.
Năm 1997, Trần Tiến được Nhà nước tặng Huân chương Lao động hạng Nhất.
Trần Tiến là diễn viên công tác tại Nhà hát kịch Trung ương, đến năm 2012 thì nghỉ hưu.

## Đời tư
Trần Tiến là em trai của nghệ sĩ Trần Văn Nghĩa, nguyên Giám đốc Nhà hát Múa rối Trung ương. Ông sau đó đã kết hôn với nghệ sĩ Lê Mai khi họ cùng công tác ở Đoàn Kịch nói Trung ương, họ có với nhau 3 người con gái đều là các nghệ sĩ nổi tiếng. Năm 1970 hai người ly hôn, nhưng vì hoàn cảnh sống khó khăn nên họ vẫn sống chung nhà cho đến khi con gái lớn là Lê Vân kết hôn.
Sau khi Lê Vân phát hành cuốn tự truyện Lê Vân, yêu và sống, cuộc sống của Trần Tiến có sự đảo lộn, trong cuốn sách Lê Vân miêu tả ông là một người bố không tốt khiến ông rất buồn bực. Lê Vân công khai xin lỗi ông qua báo chí, mối quan hệ gia đình cũng dần bình thường trở lại. Ông an hưởng tuổi già với một người phụ nữ tên Hạnh, bà rất được Lê Khanh kính phục.
Trần Tiến qua đời vào ngày 22 tháng 1 năm 2023 (mùng 1 Tết Nguyên Đán) tại Hà Nội, hưởng thọ 86 tuổi. Trong 5 năm trước khi qua đời, ông đã mắc bệnh giãn phế nang và phải sống chung bình oxy trong suốt quãng thời gian đó.

## Tác phẩm

### Kịch tiêu biểu
| Năm  | Tác phẩm                    | Vai             | Tác giả         | Đạo diễn                      | Nguồn |
| ---- | --------------------------- | --------------- | --------------- | ----------------------------- | ----- |
| 1960 | Quẫn                        | Đại Cát         | Lộng Chương     | NSND Trần Hoạt                |       |
| 1965 | Lửa hậu phương              | Đức             | Kính Dân        | Mạnh Linh, NSƯT Lại Phú Cương |       |
| 1970 | Chuông đồng hồ điện Kremlin | Hoài Nghi       | Nikolai Pogodin | Lesli                         |       |
| 1979 | Nguyễn Trãi ở Đông Quan     | Nguyễn Trãi     | Nguyễn Đình Thi | NSND Nguyễn Đình Nghi         |       |
| 1981 | Hồn Trương Ba, da hàng thịt | Đế Thích        | Lưu Quang Vũ    | NSND Nguyễn Đình Nghi         |       |
|      | Kén rể                      | Cố vấn tình yêu |                 |                               |       |
|      | Đứng gác dưới đèn neon      | Cao bồi         |                 |                               |       |
|      | Người cha thô bạo           | Người cha       |                 |                               |       |

### Phim
| Năm  | Tựa đề                       | Vai diễn                 | Đạo diễn                                   | Định dạng            |
| ---- | ---------------------------- | ------------------------ | ------------------------------------------ | -------------------- |
| 1966 | Nguyễn Văn Trỗi              | Chủ sự Tổng nha cảnh sát | NSND Bùi Đình Hạc, NSƯT Lý Thái Bảo        | Điện ảnh             |
| 1973 | Hoa Thiên Lý                 | Mích                     | NSND Bùi Đình Hạc                          | Điện ảnh             |
| 1979 | Tự thú trước bình minh       | Mạnh Viên                | NSND Phạm Kỳ Nam                           | Điện ảnh             |
| 1982 | Cuộc chia tay mùa hạ         | Trần Hà                  | NSƯT Nguyễn Ngọc Trung                     | Điện ảnh             |
| 1987 | Thằng Bờm                    | Thầy đồ                  | NSƯT Lê Đức Tiến                           | Điện ảnh             |
| 1995 | Đất nước đứng lên            | Drăng-hă Drăng-hơm       | NSƯT Lê Đức Tiến                           | Điện ảnh             |
| 1997 | 5 ngày làm Thượng Đế         | Thượng đế                |                                            | Điện ảnh truyền hình |
| 1998 | Chuyện làng Nhô              |                          | NSƯT Đặng Việt Bảo                         | Phim truyền hình     |
| 1998 | Dòng trong dòng đục          | Bàng Trọng               | Nguyễn Thế Hồng                            | Phim truyền hình     |
| 1999 | Lên giời                     | Thủ trưởng               | NSND Phạm Thanh Phong                      | Điện ảnh truyền hình |
| 1999 | Những người săn lùng cái đẹp |                          | NSND Nguyễn Khải Hưng                      | Điện ảnh truyền hình |
| 2000 | Dạy chồng                    |                          | Đỗ Minh Tuấn                               | Điện ảnh truyền hình |
| 2000 | Bến không chồng              | Ông Chuộc                | Lưu Trọng Ninh                             | Điện ảnh             |
| 2000 | Những người con hiếu thảo    | Ông Cầm                  | NSND Trần Phương                           | Điện ảnh truyền hình |
| 2001 | Đổi chỗ                      |                          | Phạm Gia Phương                            | Điện ảnh truyền hình |
| 2001 | Chiều tàn thu muộn           |                          | NSND Phạm Thanh Phong, NSƯT Vũ Trường Khoa | Phim truyền hình     |
| 2002 | Hà Nội 12 ngày đêm           | Nhà văn Phan             | NSND Bùi Đình Hạc                          | Điện ảnh             |
| 2004 | Cô gái đến từ Băng cốc       |                          | NSƯT Mai Hồng Phong                        | Phim truyền hình     |
| 2006 | Đèn vàng                     | Bố của Thư               | NSƯT Mai Hồng Phong                        | Phim truyền hình     |
| 2008 | Tiền ơi                      | Bụt                      | Phạm Đông Hồng                             | Phim Tết             |
| 2010 | Bi, đừng sợ!                 | Ông nội Bi               | Phan Đăng Di                               | Điện ảnh             |